# Emmanuel von Kiliani
Emmanuel von Kiliani (* 5. Oktober 1898 in München; † 23. November 1974) war ein deutscher Generalmajor der Wehrmacht im Zweiten Weltkrieg.

## Leben
Emmanuel entstammte der 1879 in den erblichen bayerischen Adelsstand erhobenen Familie Kiliani. Er war ein Sohn des bayerischen Majors Hippolyt von Kiliani (1871–1918), der als Kommandeur des 7. Chevaulegers-Regiments „Prinz Alfons“ bei Laon fiel. Sein Großvater war der gleichnamige bayerische General der Kavallerie Emanuel von Kiliani (1821–1893).
Kiliani trat während des Ersten Weltkriegs am 5. April 1916 als Fahnenjunker in das 7. Feldartillerie-Regiment „Prinzregent Luitpold“ der Bayerischen Armee ein. Er avancierte Mitte Oktober 1917 zum Leutnant und nahm an den Kämpfen an der Westfront teil. Nach dem Waffenstillstand von Compiègne und der Demobilisierung seines Regiments erfolgte im Oktober 1919 seine Übernahme in die Vorläufige Reichswehr. Hier war Kiliani im Reichswehr-Artillerie-Regiment 21 tätig, bevor er im Rahmen der weiteren Verkleinerung der Streitkräfte seinen Abschied nahm und am 1. September 1920 zur Landespolizei München übertrat.
Mitte Oktober 1935 folgte seine Übernahme als Hauptmann mit Rangdienstalter vom 1. April 1933 in das Heer der Wehrmacht. Am 1. Oktober 1936 zum Major befördert, wurde er am 12. Oktober 1937 Kommandeur der III. Abteilung des Artillerie-Regiments 15. Anschließend übernahm er ab 1. Juli 1939 die II. Abteilung des Artillerie-Regiments 15, welches dem Artillerie-Regiment 51 der 15. Infanterie-Division unterstellt war. Nach dem Beginn des Zweiten Weltkriegs erfolgte am 17. September 1939 seine Ernennung zum Kommandeur des Artillerie-Regiments 193 bei der 93. Infanterie-Division und in dieser Position stieg er im April 1940 zum Oberstleutnant und im Dezember 1941 zum Oberst auf. Am 2. Januar 1942 wurde er mit dem Deutschen Kreuz in Gold ausgezeichnet. Von November 1942 bis Dezember 1943 war er Lehrgangsleiter und Taktiklehrer an der Artillerie-Schule I in Jüterbog. Anschließend in die Führerreserve versetzt, war Kiliani von Februar bis zu seiner Verwundung Mitte März 1944 und nach seiner Gesundung ab Mitte Juni 1944 Kommandeur des Grenadier-Regiments 55 bei der 17. Infanterie-Division.
Im Oktober/November 1944 nahm Kiliani an einem Divisionsführer-Lehrgang in Hirschbergteil. Mitte November 1944, nachdem Kiliani im Oktober 1944 kurz die 3. Panzergrenadier-Division stellvertretend geführt hatte, übernahm er in Vertretung für Generalmajor Gustav Hundt die 1. Skijäger-Division. Anschließend übernahm Kiliani vom 8. bis zum 30. Dezember 1944 für Generalleutnant Carl Becker die stellvertretende Führung der 253. Infanterie-Division. Von Mitte Januar bis Mitte Februar 1945 war er, nachdem der Divisionskommandeur Generalmajor Otto Obenaus an der Ostfront verschwunden war, stellvertretender Führer der 545. Volksgrenadier-Division, mit der er in der Niederschlesischen Operation teilnahm. Ab dem 19. Februar 1945 war Kiliani zunächst mit der Führung der 320. Volksgrenadier-Division beauftragt und wurde am 20. April 1945 unter Beförderung zum Generalmajor zum Divisionskommandeur ernannt. Die Division kam im mährischen Deutsch-Brod in sowjetische Gefangenschaft. Kiliani befand sich vom 10. Mai 1945 bis 6. Oktober 1955 in Kriegsgefangenschaft.
Nach der Freilassung lebte er in München und kam 1974 bei einem Verkehrsunfall ums Leben.

## Schriften
- Die Operationslehre des Grafen Schlieffen und ihre deutschen Gegner. In: Wehrkunde. Heft 2, München, 1961, S. 71–76 und Heft 3, München, 1961, S. 133–138.
- 1914 und 1939–die Einstellung der Obersten Führungsschicht des deutschen Heeres zum Ausbruch beider Weltkriege. In: Wehrkunde. Band 13, 1964, S. 638–644.
- Besprechung Jehuda L. Wallach: das Dogma der Vernichtungsschlacht. In: Wehrkunde. Band 17, 1968, S. 322 ff.